# گلنکالن
شهر گلنکالن (به انگلیسی: Glencullen) با جمعیت ۱۳٫۹۳۹ نفر در شهرستان دوبلین در کشور جمهوری ایرلند واقع شده‌است.